# Antanas Škėma
Œuvres principales
Le Linceul blanc (titre original Balta drobulė)
Antanas Škėma (ɐnˈtaːnɐs ˈʃkʲeːmɐ), né le 29 novembre 1910, est un écrivain, poète, dramaturge, metteur en scène et comédien lituanien.
Son œuvre la plus connue est le roman Le Linceul blanc (titre original : Balta drobulė). Il tire ses influences des expressionnistes allemands de l’entre-deux-guerres, du courant de conscience de James Joyce et de l'imagerie surréaliste de Jean Cocteau, André Breton ou Isaac Babel. Ses ouvrages sont fortement marqués par ses traumatismes de guerre et par les occupations soviétique et nazie.
Il meurt le 11 septembre 1961 dans un accident de voiture en Pennsylvanie en rentrant de l'Assemblée des intellectuels lituaniens.

## Biographie

### Jeunesse
Antanas Škėma est né le 29 novembre 1910 à  Łódź, en Pologne de parents lituaniens condamnés à l'exil par les autorités tsaristes régentes en Lituanie à l’époque. (NB : sur le registre officiel, sa date de naissance est en 1911). 
Au lendemain de la Première Guerre mondiale, il se réfugie avec sa famille à Voronej en Russie, puis en Ukraine en 1917 à la suite de la révolution russe. 
Son enfance est marquée par la mort, la famine, la guerre et les violences des soldats de l'Armée rouge. En 1921, avec sa famille, il fuit le régime bolchevique et rejoint la Lituanie désormais indépendante. Sa mère, traumatisée par la violence de la guerre, est admise en hôpital psychiatrique, elle y décède quelques années plus tard. 
En 1929, il fait ses débuts littéraires en écrivant la nouvelle Baimė. Il poursuit avec des études de médecine à l'université Vytautas-Magnus de Kaunas. Cependant, il arrête rapidement ces dernières pour s'essayer au droit avant de se consacrer totalement à la littérature. En 1936, il commence des études théâtrales et devient membre du Théâtre dramatique de Kaunas. Il se produit alors sur les scènes de Vilnius et Kaunas. En 1938, il se marie avec Janina Ciolkevičiūtė (1907-1993), avec qui il a une fille, Kristina, en 1940.

### Vie sous l'occupation
Pendant la première occupation russe (1940-1941), Škėma participe à la publication d'un journal satirique, pour lequel il est visé par les bolcheviques. Simultanément, il prend connaissance des arrestations de comédiens en pleine représentation. En juin 1941, face à la menace imminente du front de guerre approchant la Lituanie, Škėma se réfugie dans les contrées rurales près de Kaunas. Dans ces circonstances tendues, il rejoint les Forces de défense territoriale lituaniennes, engagées dans la lutte contre l'Armée rouge. 
Pendant l'occupation nazie (1941-1944) il vit à Vilnius et s'essaye à la dramaturgie. En 1943, sa pièce Julijana est interdite par les autorités. Lorsque l’Armée allemande se retire de Lituanie au profit de l'Armée rouge, Škėma risque la censure de ses œuvres, voire la déportation en Sibérie. Pour y échapper, il fuit vers l'Allemagne avec des dizaines de milliers d'intellectuels lituaniens. 
Avec sa famille, il traverse différents camps de réfugiés en Allemagne, vivant dans des conditions déplorables. En 1949, il s'installe à Brooklyn, aux États-Unis, intégrant rapidement les cercles culturels des émigrés lituaniens pour poursuivre son expression artistique. Toutefois, sa méconnaissance de l'anglais complique sa recherche d'emploi dans ce domaine, le contraignant à occuper des postes précaires. Malgré ces défis, il dédie chaque moment libre à l'écriture, même sur son lieu de travail. 

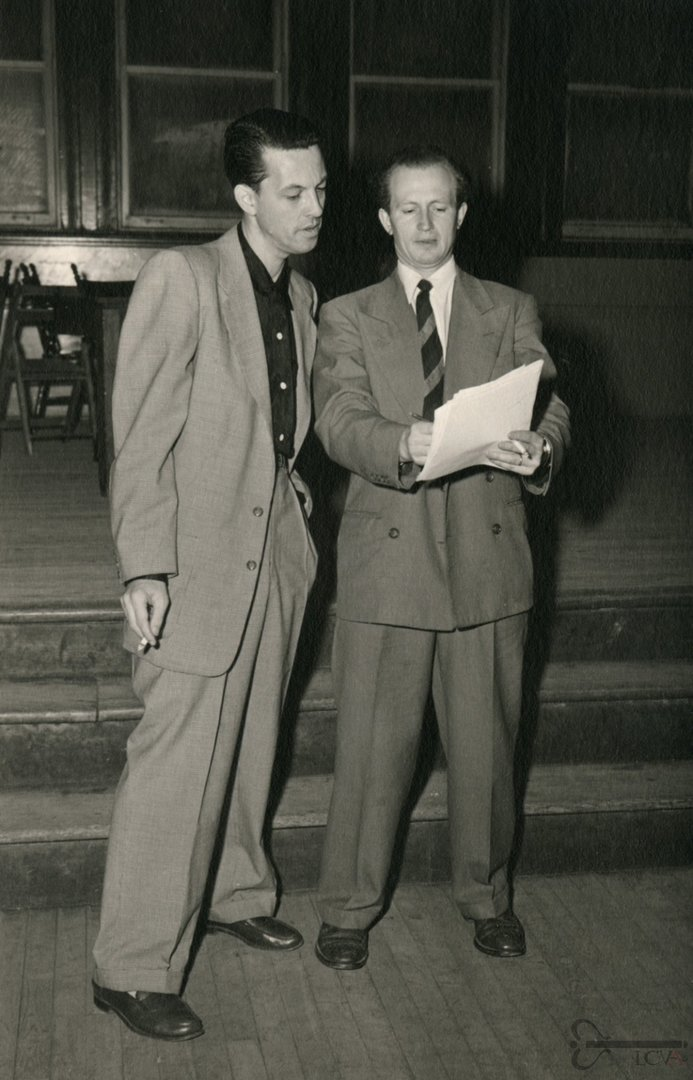
Théâtre dramatique lituanien de Montréal pendant les répétitions. L'œuvre Pabudimas d'Antanas Škėma a été mise en scène pour la première fois en 1953, dans une mise en scène de l'auteur. De gauche à droite : Antanas Škėma, l'artiste Juozas Akstinas. Montréal (Canada), 1953.

### Travail littéraire
En 1949, il commence à rédiger l'une de ses pièces les plus importantes, Pabudimas, dans laquelle il explore la nature du régime bolchevique pendant la première occupation de la Lituanie. En parallèle, il expérimente de différents styles, notamment dans Šventoji Inga, œuvre basée sur sa vie en Ukraine. En abordant de manière crue des sujets tels que la déportation, l'occupation, le sexe ou le meurtre, l'auteur a rencontré des obstacles pour être publié par la communauté lituanienne en exil, et sa publication a été sujette à la censure dans sa Lituanie natale sous l'occupation soviétique. 
Le chef d’œuvre de sa carrière est incontestablement Le Linceul blanc (titre original : Balta drobulė) écrit entre 1952 et 1954 et publié pour la première fois en 1958 à Londres. C'est avec cet ouvrage qu'il introduit le motif d'ascension et de chute qui est vu comme une référence au Mythe de Sisyphe d’Albert Camus. À sa sortie, ce roman fait extrêmement polémique, la très conservatrice communauté lituanienne en exil voit le nihilisme de Škėma comme quelque chose de dangereux. Aujourd'hui, il s'agit d'une des œuvres lituaniennes les plus importantes et les plus populaires. Cet ouvrage a été traduit en plusieurs langues, y compris en français, en allemand et en anglais, ce qui l’a rendu accessible à l’international. Škėma a toujours aspiré à dépasser les frontières de son pays natal. Il n’a jamais bien appris l’anglais ce qui l’a ralenti dans sa recherche de reconnaissance dans les milieux anglophones. Son exil aux États-Unis a influencé sa manière d’écrire, notamment dans le vocabulaire employé propre aux exilés lituaniens, employé dans ce livre. 
Le Linceul blanc n'a été publié en Lituanie qu'en 1989 dans la revue littéraire Pergalė. Cependant, il était déjà connu par les intellectuels lituaniens qui bravaient la censure soviétique. Cet ouvrage a eu un impact très important sur le développement de la prose lituanienne autant à l'intérieur qu'à l'extérieur des frontières.
À la suite de Le Linceul blanc, Škėma écrit Izaokas (littéralement, Isaac) qui est publié en 1985 à titre posthume. Dans cette nouvelle, il raconte la participation de certains Lituaniens dans les assassinats des Juifs sous l'occupation nazie, ce qui va raviver des souvenirs traumatiques chez une partie du peuple lituanien. 

## Œuvres publiées de son vivant
- Nuodėguliai ir Kibirkštys. Patria, Tübingen, 1947
- Pabudimas. Terra, Chicago, 1956
- Šventoji Inga. Terra, Chicago, 1952
- Žvakidė, in Darbininkas, Brooklyn, New York, 1957
- Balta drobulė. Nidos knygų klubas, Londres, 1958, trad. par Migle Dulskyte, Le Linceul blanc, 2024, 214 pages, éd. Cambourakis  (ISBN 978-2-36624-844-9)
- Čelesta. Nidos knygų klubas, Londres, 1960